# Bogahakumbura
Bogahakumbura är en ort i Sri Lanka.   Den ligger i provinsen Uvaprovinsen, i den södra delen av landet, 110 km öster om huvudstaden Colombo. Bogahakumbura ligger 1 316 meter över havet och antalet invånare är 1 500.
Terrängen runt Bogahakumbura är huvudsakligen kuperad, men åt nordost är den platt. Runt Bogahakumbura är det tätbefolkat, med 613 invånare per kvadratkilometer. Närmaste större samhälle är Nuwara Eliya, 14,9 km nordväst om Bogahakumbura. Omgivningarna runt Bogahakumbura är en mosaik av jordbruksmark och naturlig växtlighet.